# Thomas Löffler
Thomas Löffler (1º maggio 1989) è un allenatore di calcio ed ex calciatore austriaco, di ruolo centrocampista, tecnico del Natters.

## Palmarès
- Erste Liga: 1

Wacker Innsbruck: 2009-2010